# Râul Bouleț
Râul Bouleț este un curs de apă, afluent al râului Cracăul Alb. Se formează la  confluența brațelor Boulețul Mare și Boulețul Mic

## Hărți
- Parcul Vânători-Neamț